# Coronavírus humano 229E
Coronavírus humano 229E (HCoV-229E, Human coronavirus 229E) é uma espécie de coronavírus que infecta humanos e morcegos. O vírus infectante é um vírus envelopado de sentido positivo, com RNA fita simples,  que entra na célula hospedeira por ligação ao receptor de APN. Juntamente com o coronavírus humano OC43, é um dos vírus responsáveis pelo resfriado comum. A espécie é um membro do gênero Alphacoronavirus e do subgênero Duvinacovirus.

## Transmissão
O HCoV-229E é transmitido via superfícies contaminadas e respiração de gotículas.

## Sinais e sintomas
O HCoV-229E está associado a uma variedade de sintomas respiratórios, que variam do resfriado comum a resultados de alta morbidade, como pneumonia e bronquiolite. Também está entre os coronavírus detectados com mais frequência com outros vírus respiratórios, particularmente com o vírus sincicial respiratório humano (HRSV).

## Epidemiologia
O HCoV-229E é um dos sete coronavírus humanos que incluem CoV-NL63, HCoV-OC43, HCoV-HKU1 e SARS-CoV-2 e são distribuídos globalmente. No entanto, os vírus foram detectados em diferentes partes do mundo em diferentes épocas do ano.